# Zapatistička vojska nacionalnog oslobođenja
Zapatistička vojska nacionalnog oslobođenja (šp. Ejército Zapatista de Liberación Nacional, skraćeno EZLN), poznatiji kao zapatisti, su gerila autohtonog indijanskog stanovništva, potomaka Maja Indijanaca iz Čijapasa, u Meksiku. Njihov najpoznatiji govornik, ali ne i lider, potkomandant Markos (šp. Subcomandante Marcos), za razliku od ostalih zapatističkih komandanata, nije Maja. Zapatisti su deo, a dobrim delom i inspiracija, alterglobalističkog pokreta i imaju jaku međunarodnu podršku.
Meksički Indijanci su prozvali sebe zapatistima po meksičkom revolucionaru, borcu za agrarnu reformu, Emilijanu Zapati, poznatog po izjavi: "Bolje je umreti na nogama nego živeti na kolenima".

## Pozadina
80% Maja Indijanaca u Čjapasu je neuhranjeno a njihov prosečni životni vek je ispod 50 godina starosti. Deca umiru od izlečivih bolesti a tamo postoji samo nekolicina medicinskih ustanova. Zemlja je konfiskovana u korist korporacijskih rančeva i naftnih kompanija. Mogućnost da pomoću poljoprivrede obezbide hranu i sklonište za svoje porodice, kao što su to radili vekovima, ugrožena je oduzimanjem njihove zemlje. Škole su često više služile ubeđivanju njihove dece da napuste svoju kulturu, nego da ih poduče.

## Ustanak
Dana 1. januara 1994. je izbila zapatistička oružana revolucija u Čjapasu, jugoistočnoj državi u Meksiku. Maja Indijanci, naoružano seosko stanovništvo, zauzeli su nekoliko gradova u pobuni protiv ugnjetavanja koje su trpeli od kada je Kortez ušao u južni Meksiko. Među glavnim razlozima za ustanak je nedostatak autonomije za očuvanje sopstvene kulture, nepostojanje zakonskih prava da se bore protiv otimanja zemlje i slobode i nedostatak osnovne medicinske zaštite. Ustanak je počeo za manje od dva sata pošto je postignut Severno-američki sporazum o slobodnoj trgovini (NAFTA), između Kanade, SAD i Meksika, kome se domorodačko zemljoradničko stanovništvo žestoko protivi.
Na početku borbe nekoliko gradova je bilo zauzeto. Najveći i najznačajniji je bio San Kristobal de las Kazas, šesnaestovekovni kolonijalni grad smešten u oblasti planina Sijera Madre. Meksička vojska se uskoro pregrupisala i preuzela San Kristobal, ali su zapatisti izdali saopštenja za novinare širom sveta, pa je meksička vlada bila daleko više suočena sa diplomatskim i medijskim problemima nego sa vojnim. Na kraju je postignuto primirje i vlada je, povećavajući izvesni stepen autonomije i građanskih prava urođenika, potpisala San Andrejski sporazum. Nategnuto primirje, prekidano nasiljem nad zapatistima od strane paravojnih grupa, postoji još od tada.
Od decembra 1994. zapatisti su osnovali nekoliko autonomnih opština (juntas), nezavisnih od meksičke vlade, koje ne oporezuju svoje stanovnike. Vremenom su one razvile sopstvene zadružne sisteme prehrane, zdravstva i školstva.

## Međunarodna podrška
Juna 1994. Zapatistička vojska nacionalnog oslobođenja je u svojoj Drugoj deklaraciji, iz džungle Lakadona, uputila poziv na Nacionalnu demokratsku konvenciju u cilju predstavljanja predloga o prelaznoj vladi i novom ustavu, a odziv je bio neočekivano velik. Pojavile su se mnoge nevladine organizacije, vođe seljačkih i domorodačkih udruženja, članovi levih partija i nezavisnih sindikata, intelektualci, feministkinje, lezbijke, homoseksualci i mnogi novinari. Konvencija je više nego uspela i od tada su zapatisti u žiži međunarodnog alterglobalističkog pokreta. Akcije solidarnosti sa zapatistima se održavaju širom sveta i hiljade aktivista i humanitaraca je od 1990-ih išlo u džungle Čjapasa.

## Spoljašnje veze
- http://enlacezapatista.ezln.org.mx